# Campana (instrumento musical)

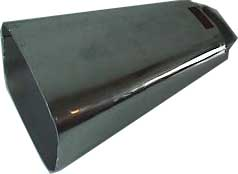
Campana ou cincerro

A campana, cincerro (do espanhol "cencerro"), choca em Portugal,, caneca em Cabo Verde ou cowbell, é um Instrumento de percussão do tipo idiofone percutido.

## Origem
O instrumento musical deriva do pequeno sino homônimo, feito de metal, de som indefinido, generalmente cilíndrico e com badalo, que se prende ao pescoço das reses para localizar o animal ou para guiar o rebanho. 

## Características

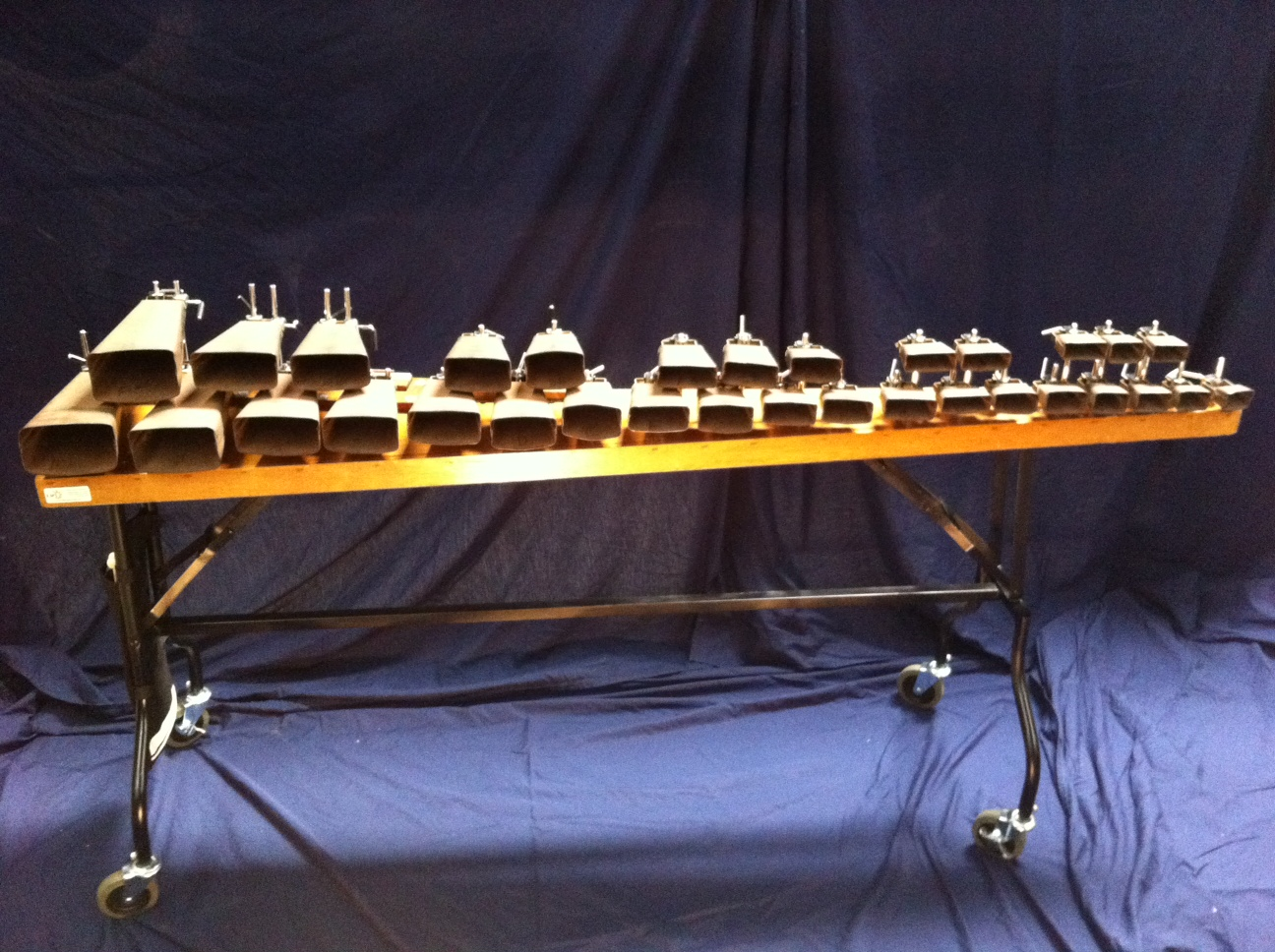
Cincerros agrupados e afinados em escala cromática

Em inglês, o termo cowbell  ("sino de vaca") designa tanto o sino usado pelos animais  como o instrumento de percussão derivado. Mas, à diferença dos sinos de vaca, o instrumento de percussão não tem badalo. O cincerro também não deve ser confundido com os diversos tipos de chocalhos, que são idiofones de agitamento, e não idiofones percutidos diretamente .
O instrumento pode ser construído a partir de vários materiais (cobre, aço ou outras ligas) e em diferentes tamanhos, visando a obtenção de alturas diferentes. É geralmente percutido com baquetas de bateria, embora também existam baquetas específicas para o instrumento.
Os cincerros desempenham um papel importante na música latino-americana, servindo para acentuar o ritmo. Nas orquestras de música latino-americana, são, em geral, agrupados entre os pequenos instrumentos de percussão. Podem ser montados numa armação que também suporta os timbales. Também podem ser montados numa bateria.
Este instrumento também é bastante usado no rock and roll. Como exemplos de usos proeminentes do instrumento neste contexto temos as músicas "Nightrain", do Guns n' Roses e "Don't Fear the Reaper" do Blue Öyster Cult.